# Асама (Кувейт)
А́сама (араб. العاصمه‎, рус. эль-Ъа́сыма, буквально — «столица») — губернаторство (мухафаза) в Кувейте.
- Административный центр — Эль-Кувейт[1], который также является столицей страны.
- Площадь — 200 км², население — 509 692 человек (2010 год).

## География
На западе граничит с губернаторством Джахра, на юге с губернаторством Фарвания, на востоке с губернаторством Хавалли. На севере омывается водами залива Кувейт, относящегося к Персидскому заливу. В состав провинции входят острова Файлака, Ауха и Маскан.

## Административное деление
В состав губернаторства входят 23 района:
- Abdullah Al-Salem عبدالله السالم
- Adiliya
- Bneid Al-Qar بنيد القار
- Al Da’iya الدعية
- Al Dasma الدسمه
- Doha
- Al Faiha الفيحا
- Faylakah (consisting of the islands of Failaka, Miskan, and Auhah)
- Granada
- Keifan كيفان
- Khaldiya
- Эль-Кувейт
- Al Mansouriah المنصورية
- Murgab
- Al-Nuzha النزهه
- Al Qadisiya القادسية
- Qurtoba قرطبة
- Rawdah
- Al Shamiya الشامية
- Эш-Шувайх[араб.]
- Сулайбихат
- Al Surra السره
- Al Yarmouk اليرموك

## Экономика
Асама на арабском языке значит «столица». В этом регионе собрано большинство финансовых и деловых центров Кувейта, таких например, как Кувейтская фондовая биржа.